# 食物戀物癖
食物戀物癖可以有性或非性的含義。該術語通常指的是戀一種性戀物癖，其中參與者會被涉及食物的色情情境而激起性慾。該短語還用於指與食物無關的遊戲，例如有趣和裝飾性的食物展示、準備食物的樂趣，甚至是關於食物的遊戲。
某些食物和草藥本身會引起性興奮。食物遊戲與其他戀物癖會共存，包括沐污癖、食慾癖和女體盛。它與吞食性愛好的區別在於食物遊戲迷戀食物，而後者的愛好者藉由想像吞食他人（或生物）或被吞食，或是當第三者觀賞，以達到生理性刺激。

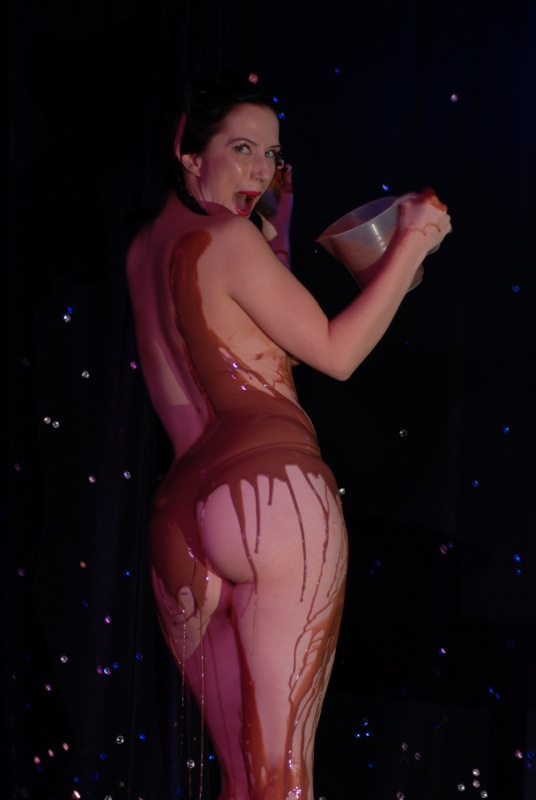
作為脫衣舞的一部分，一位女性新滑稽表演者將巧克力醬倒在自己身上

## 實踐
某些水果（如香蕉）、蔬菜（如黃瓜和西葫蘆）和加工過的肉類（如香腸和熱狗），如果安全使用，可能是戀物癖的用具，因為它們外表像陽具，可以作為陽具的替代品，可用於陰道或肛門插入。其他食物的結構如此，如果在食物上鑽一個適當的洞，它們可以讓陰莖插入，例如同名的美國派。
奧地利設計師兼藝術家Francesco Morackini設計並創造了家用假陽具製造器。它允許將陰莖食物雕刻成更加陰莖的形狀，以便於插入。

## 酒精戀癖
Body shot是從人體（通常是胸部或胃部）飲用酒精飲品（例如龍舌蘭酒）。有兩種常見的人體拍攝類型。在第一種類型中，一個人嘴裡含著一塊酸橙，並在身體的某個部位撒上鹽。另一個人從小玻璃杯裡喝了一杯，舔掉身體部位的鹽，然後用嘴吃青檸角。在第二種類型中，一個人躺在平坦的表面上，例如地板、桌子或酒吧，然後將酒倒在他們身體的某個部位，例如肚臍上，然後被另一個人舔前者的身體。
日本版本的裙帶菜（わかめ酒），也稱為裙帶菜清酒和海藻清酒，同樣是從女性身體中飲用酒精。女人緊緊地合攏雙腿，使大腿和陰阜之間的三角形形成一個杯子，然後將清酒順著胸口倒進這個三角形中。然後她的搭檔從那裡喝下清酒。清酒中女性的陰毛類似於漂浮在海中的柔軟海藻（裙帶菜），就是這個名字的來源。